# الفرش (القفر)

تعديل مصدري - تعديل

الفرش محلة تابعة لقرية الفواطم، التابعة لعزلة بني مهدى بمديرية القفر إحدى مديريات محافظة إب في الجمهورية اليمنية، بلغ تعداد سكانها 41 حسب تعداد اليمن لعام 2004.